# Rock, Rock, Rock
Rock, Rock, Rock (Originaltitel: Rock, Rock, Rock!) ist ein US-amerikanischer Musikfilm von Will Price aus dem Jahre 1956 mit Tuesday Weld und Alan Freed nach einer Geschichte von Milton Subotsky und Phyllis Coe. Seine Premiere feierte der Film in den USA am 7. Dezember 1956. In die deutschen Kinos kam der Streifen am 11. Januar 1957.

## Handlung
Die junge Dori wird von ihrem Vater finanziell eingeschränkt und soll die Hälfte des Anschaffungspreises ihres Kleides für den Abschlussball selber verdienen. Gloria, Doris beste Freundin, leiht ihr zunächst das Geld, fordert es aber zurück, als sie sich mit Tommy, Doris Schwarm, zum Abschlussball verabredet. Auf dem Ball gesteht Tommy Dori seine Liebe.

## Hintergrund
Die sehr knappe Rahmenhandlung dient lediglich zur Präsentation der diversen Rock ’n’ Roll Interpreten.
Connie Francis ist im Film nicht zu sehen, sie leiht Tuesday Weld ihre Gesangsstimme.

## Soundtrack
Der Film enthält insgesamt zwanzig Musikstücke, von denen drei Titel als Gesangsnummern der Hauptakteure im Musical-Stil dargebracht werden.
- Rock, Rock, Rock – Jimmy Cavallo & His House Rockers
- I Never Had A Sweetheart – Connie Francis
- The Things Your Heart Needs – Teddy Randazzo
- Rock, Pretty Baby – Ivy Schulman and the Bowties
- Rock & Roll Boogie – Alan Freed & His Rock & Roll Band with "Big" Al Sears (saxophone)
- I Knew From The Start – The Moonglows
- You Can't Catch Me – Chuck Berry
- Would I Be Crying – The Flamingos
- The Big Beat – Jimmy Cavallo & His House Rockers
- Thanks To You – Teddy Randazzo
- We're Gonna Rock Tonight – The Three Chuckles with Teddy Randazzo
- Little Blue Wren – Connie Francis
- Lonesome Train (On A Lonesome Track) – Johnny Burnette Trio
- Over and Over Again – The Moonglows
- Tra La La – LaVern Baker
- Ever Since I Can Remember – Cirino & the Bowties
- Baby Baby – Frankie Lymon & the Teenagers
- I'm Not a Juvenile Delinquent – Frankie Lymon & the Teenagers
- Won't You Give Me A Chance – Teddy Randazzo
- Right Now, Right Now – Alan Freed & His Rock & Roll Band with "Big" Al Sears (saxophone)

Der Soundtrack wurde 1956 unter LP-1425 als erste Langspielplatte von Chess Records veröffentlicht. Hier fanden allerdings nur vier Titel aus dem Film Verwendung, der Rest wurde durch die bei Chess unter Vertrag stehenden Künstler ergänzt.
- I Knew From The Start – The Moonglows
- Would I Be Crying – The Flamingos
- Maybelline – Chuck Berry
- Sincerely – The Moonglows
- 30 Days – Chuck Berry
- The Vow – The Flamingos
- You Can't Catch Me – Chuck Berry
- Over & Over Again – The Moonglows
- Roll Over Beethoven – Chuck Berry
- I'll Be Home – The Flamingos
- See Saw – The Moonglows
- A Kiss From Your Lips – The Flamingos